# Fièvre de Pontiac
Pour les articles homonymes, voir Pontiac.
 Mise en garde médicale
La fièvre de Pontiac est une forme clinique rare et bénigne de légionellose.
La période d’incubation est de 1 à 2 jours.
Elle se définit par un syndrome pseudo-grippal fébrile avec asthénie, fièvre élevée, myalgies et céphalées. Contrairement à la légionellose proprement dite (ou maladie des légionnaires), on ne constate pas d'atteinte pulmonaire (pas de pneumopathie, pas d'abcès pulmonaire). Elle est bénigne et ne met pas en jeu le pronostic vital. La guérison est spontanée et intervient en 2 à 5 jours.
Cette affection, de par son évolution bénigne et spontanément résolutive, est rarement diagnostiquée.
Elle porte le nom de la ville de Pontiac dans la Michigan aux États-Unis où elle fut diagnostiquée pour la première fois en 1968 chez plusieurs employés du département de la Santé du comté d'Oakland dont Pontiac est le chef-lieu.